# Christer Majbäck
Sven Christer Majbäck (Kiruna, 30 gennaio 1964) è un ex fondista svedese.

## Biografia
Nato a Jukkasjärvi di Kiruna, in Coppa del Mondo ottenne il primo risultato di rilievo il 9 dicembre 1984 nella 15 km di Cogne (14°), il primo podio il 23 febbraio 1985 nella 15 km di Syktyvkar (3°) e l'unica vittoria il 16 dicembre 1989 nella 15 km a tecnica libera di Calgary.
In carriera prese parte a tre edizioni dei Giochi olimpici invernali, Calgary 1988 (11° nella 15 km), Albertville 1992 (3° nella 10 km dietro al norvegese Vegard Ulvang e all'italiano Marco Albarello, 6° nella 30 km, 16° nella 50 km, 6° nell'inseguimento, 4° nella staffetta) e Lillehammer 1994 (19° nella 10 km, 6° nella 50 km, 23° nell'inseguimento, 6° nella staffetta) e a cinque dei Campionati mondiali, vincendo cinque medaglie: il bronzo nella 30 km a tecnica classica a Oberstdorf 1987, l'oro nella staffetta 4x10 km, con i compagni Gunde Svan, Lars Håland e Torgny Mogren con il tempo di 1:40,12,1, e il bronzo nella 30 km a tecnica classica, con il tempo di 1:25:09,8, a Lahti 1989 e l'argento nella 10 km a tecnica classica, con il tempo di 25:59,7 superato solo dal norvegese Terje Langli con 25:55,1, e nella 4x10 km a Val di Fiemme 1991.

## Palmarès

### Olimpiadi
- 1 medaglia:
  - 1 bronzo (10 km[1] ad Albertville 1992)

### Mondiali
- 5 medaglie:
  - 1 oro (staffetta[1] a Lahti 1989)
  - 2 argenti (10 km[1], staffetta[1] a Val di Fiemme 1991)
  - 2 bronzi (30 km[1] a Oberstdorf 1987; 30 km[1] a Lahti 1989)

### Coppa del Mondo
- Miglior piazzamento in classifica generale: 5º nel 1990
- 9 podi (7 individuali, 2 a squadre[2]), oltre a quelli conquistati in sede olimpica e iridata e validi anche ai fini della Coppa del Mondo:
  - 1 vittoria (individuale)
  - 1 secondo posto (a squadre)
  - 7 terzi posti (6 individuali, 1 a squadre)

#### Coppa del Mondo - vittorie
| Data             | Luogo   | Paese  | Disciplina |
| ---------------- | ------- | ------ | ---------- |
| 16 dicembre 1989 | Calgary | Canada | 15 km TL   |

Legenda:

TC = tecnica classica

TL = tecnica libera